# Josemir Lujambio
Josemir Lujambio Llanes (ur. 25 września 1971 w Durazno) – urugwajski piłkarz występujący najczęściej na pozycji napastnika.